# Нальчикский троллейбус
На́льчикский тролле́йбус — система троллейбусного транспорта города Нальчика. Троллейбусное движение открыто 22 ноября 1980 года.

## История
Строительство системы началось в 1976 году. 
22 ноября 1980 года была открыта первая 12-километровая линия с маршрутами: №1 Проспект Мира — Тех. училище №1, №1А Тех. училище №1 — Рынок. А в пиковые часы движение продлевалось до завода полупроводниковых приборов (НЗПП). Первая очередь троллейбусной системы соединила завод полупроводниковых приборов (НЗПП), Центральный рынок, микрорайоны Дубки и Горный, пройдя по улицам: Шогенова (на тот момент Легендарная), 2-й Таманской дивизии, Осетинской, Первомайской (Ахохова), Кирова. 
Первых водителей обучали в ПТУ №11 г. Нальчика, а практику проходили в Армавире. 
Уже в 1982 г. были открыты маршруты по проспекту Мира (ныне проспект Кулиева), продолжавшиеся по проспекту Ленина, улице Республиканской (ныне пр. Шогенцукова), Баксанскому шоссе (ул. Мальбахова). Это были маршруты №2 (Стрелка — Горная, с сентября 1982), №3 (Дубки — Стрелка, с марта 1984) и №4 (Дубки — Горная, с декабря 1987). 
1 сентября 2000 г. начала работу линия по улице Ногмова с маршрутом №5 Дубки — КБГУ
30 сентября 2000 г. открыта линия в курортной зоне с маршрутом №6 Стрелка – Долинск (до Курортного зала), но летом 2001 года маршрут был продлен до 2-й гор. больницы в Хасанье. Для работы на трассе 6 маршрута, включающей в себя участок с уклоном 12°, были закуплены 6 троллейбусов ЗиУ-682Г1А с двигателем повышенной мощности.
1 сентября 2004 г. — (в день 280-летия города Нальчика), открыт маршрут №7 КБГУ – ул. Ногмова, пр. Шогенцукова, ул. Захарова, ул. Суворова, ул. Калинина – пос. Адиюх (Птицефабрика).
Из-за финансовых трудностей в 2009 году в городе работали только три маршрута (№ 1, 2, 4).
В апреле 2010 года были приобретены 5 троллейбусов ЛиАЗ-5280.
В декабре 2014 года в строй выпущены 10 электробусов с динамической подзарядкой (IMC) — Тролза-5265 "Мегаполис" с увеличенным автономным ходом от аккумуляторов.
В 2015 году начали работу маршруты №2Ш до пос. Шалушка, №5Н (№1Н) до пос. Нартан. 
В начале 2020 года продлён маршрут электробуса №2Ш до села Яникой.
30 апреля 2021 маршруты №2 и №2Ш заменены автобусными №33 и №33Ш соответственно. Контактная сеть по ул. Ленина, Кирова, Кулиева, Мальбахова демонтирована. Таким образом действующими остались маршруты №4 (используются только машины с автономным ходом), №5 и №7 (утренний рейс в сторону КБГУ в 7:55).
С 23 сентября 2021 работает только маршрут №4 (Дубки - Горная) с интервалом ~30 минут. Участок от к/ст "Горная" до пр.Шогенцукова троллейбусы преодолевают на автономном ходу.
В ноябре 2023 года в Ставрополь передано 7 троллейбусов.
На апрель 2024 в парке имеется всего 10 троллейбусов Тролза-5265 «Мегаполис», из которых в рабочем состоянии всего семь. Существуют планы ликвидации последнего маршрута №4 и троллейбусного движения в целом с заменой на автобусы в связи с запуском недавно поставленных в город автобусов 2024 года выпуска и ожидаемым ремонтом улицы 2-й Таманской дивизии по программе БКД с демонтажем контактной сети.
С 3 апреля 2024 маршрут №4 переведён на обслуживание автобусами; открыто движение троллейбусов по маршруту №7: Адиюх — Долинск.

## Маршруты
По состоянию на апрель 2024 года в Нальчике эксплуатируются маршруты троллейбусов и электробусов:
Действующие:
7: Адиюх ↔ Долинск.
Недействующие:
1: Дубки ↔ Горная (по улице Кирова)
1А: Гуманитарно-технический колледж ↔ Зелёный рынок
1Н: Горная ↔ Зелёный Рынок ↔ рынок Дубки ↔ Нартан (электробус)
2: Горная ↔ Стрелка
2Ш: Горная ↔ Стрелка ↔ Шалушка (электробус)
3: Дубки ↔ Стрелка
4А: Дубки ↔ Курортный зал
4: Дубки ↔ Горная (по проспекту Шогенцукова) 
5: КБГУ → Дубки (был однократный рейс в учебный сезон осень-зима-весна)
5: Дубки ↔ Курортный зал
5Н: КБГУ ↔ рынок Дубки ↔ Нартан (электробус)
6: Стрелка ↔ Долинск
6: Стрелка ↔ Курортный зал
7: Адиюх → КБГУ (был однократный рейс в учебный сезон осень-зима-весна)
8: Александровка ↔ Долинск (электробус)

## Подвижной состав
По состоянию на апрель 2024 года в Нальчике эксплуатируются троллейбусы следующих моделей:
- ТролЗа-5265.00 «Мегаполис»: 120 — 127